# 韓啓泰
韓啟泰（16世紀—17世紀），字静吉，山西平陽府蒲州臨晉縣人，明朝政治人物。

## 生平
韓啟泰是萬曆四十六年（1618年）的戊午科鄉試第二十一名舉人，崇禎七年（1634年）成進士，禮部觀政，崇祯九年獲授行人司行人，到貴州擔任鄉試主考官，十二年任順天鄉試同考官，陞官刑部廣西司主事，十五年回籍。他身體瘦削，甘於素淡而請求辭官供養父母；甲申之變後移居山中不出仕，建立書舍、教育子弟、獎勵鄉賢，家門冷清並身無長物，經過他家的人都不知他曾是先朝逸老。

## 家族
曾祖韓孟春，庠生；祖韓秦，庠生；父韓绍统，庠生。

## 引用
1. 1 2  民國《臨晉縣志·卷九·鄉賢錄上》：韓啟泰，崇禎進士，授行人典黔試，擢刑部主事。生而癯削，甘素淡而乞養歸；甲申之變，移山中與世辭，義不反顧，建書舍、訓子弟、獎鄉秀，門徑蕭條，長懷無已，過其廬者不知為先朝逸老也。 舊志
2. ↑  乾隆《蒲州府志·卷八·選舉上》：萬歷戊午（舉人）……韓啟泰 見進士
3. ↑  《崇祯七年甲戌科进士三代履历便览》：韩启泰，曾祖孟春，庠生；祖秦，庠生；父绍统，庠生。静吉，诗五房，癸卯年十月初八日生，平阳府临晋县人，戊午二十一名，会七十五名，三甲二百二十一名，礼部观政，丙子授行人，丙子贵州主考，己卯顺天同考。升刑部廣西司主事，壬午回籍。